# Grå hjärnsubstans

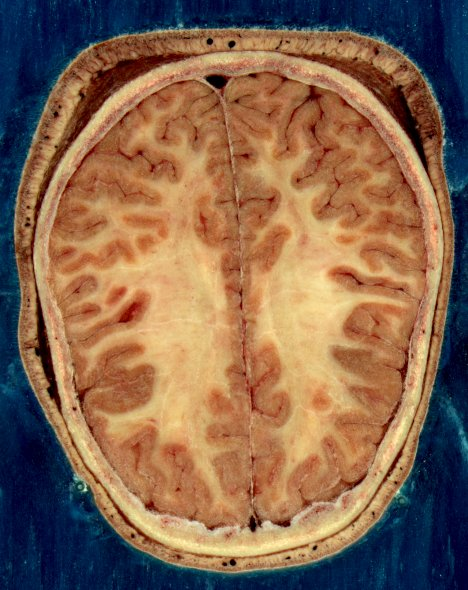
Bild på en frusen hjärna som blivit horisontellt dissekerad. Det mörkare röd/gråa i hjärnan är den grå hjärnsubstansen.

Grå hjärnsubstans (substantia grisea), är den delen av hjärnbarken som består av neuronens kropp (soma), dendriter, Neuropil och gliaceller. Den gråa hjärnsubstansen i en levande hjärna är egentligen mer rosa än grå. Namnet kommer från att substansen blir grå efter döden.
Här sker större delen av informationsbehandlingen. Grå hjärnsubstans utgör en stor del av vårt nervsystem och finns i hjärnan (encephalon), dvs storhjärnan (cerebrum), lillhjärnan (cerebellum), hjärnstammen och ryggmärgen. Det gör att grå hjärnsubstans används vid muskulär och sensorisk aktivitet genom syn, hörsel, tal, minne, känslor och självkontroll.

## Referenslista
1. ↑  ”Grå substans | Svensk MeSH”. mesh.kib.ki.se. https://mesh.kib.ki.se/term/D066128/gray-matter. Läst 1 januari 2025.
2. ↑  Kolb, Bryan (2003). Fundamentals of human neuropsychology. A series of books in psychology (5. ed., 3. printing). Worth Publ. ISBN 978-0-7167-5300-1